# 赤道仪

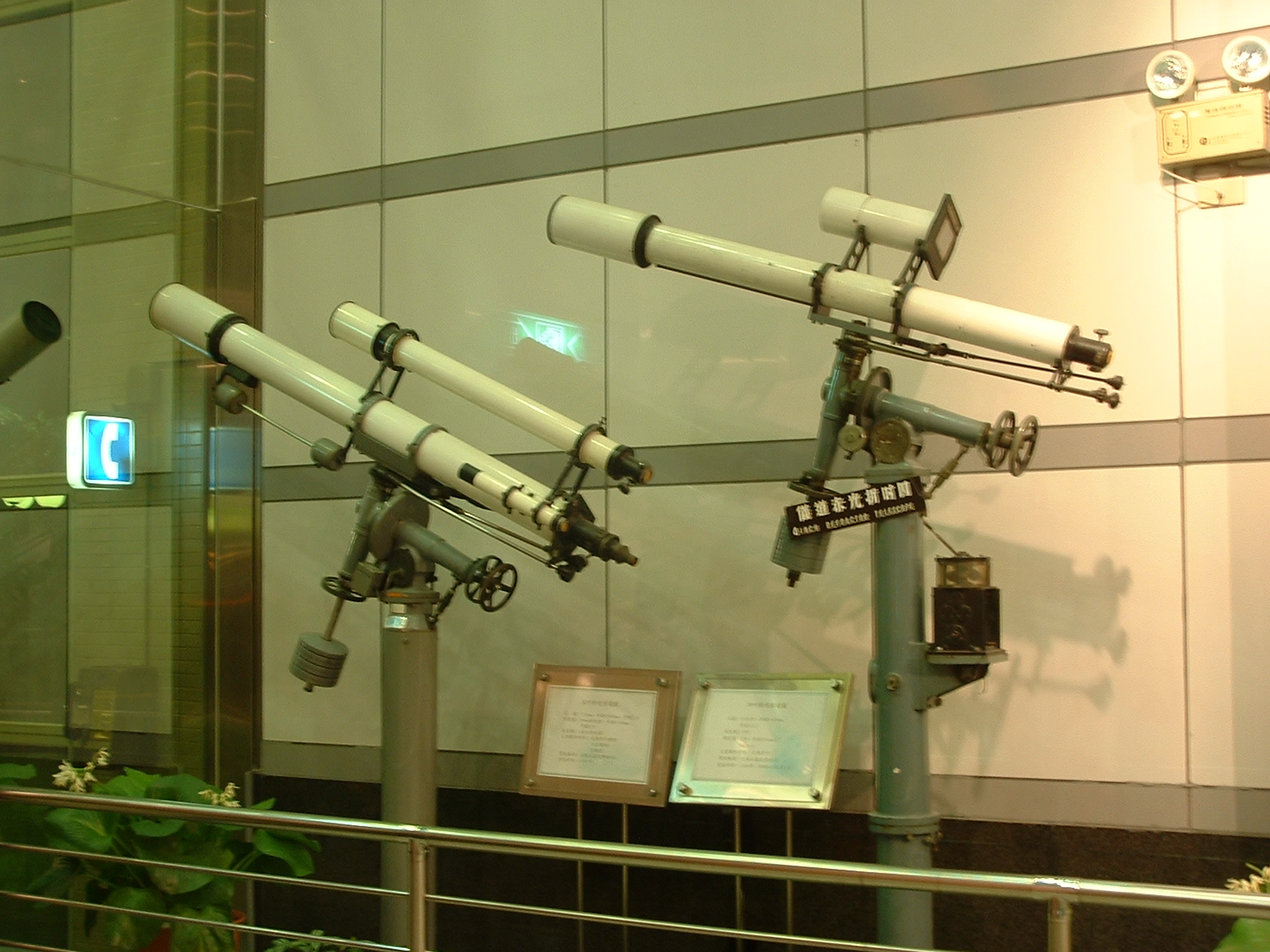
台北市立天文科學教育館內公眾大廳中擺設的折射鏡連赤道儀

赤道儀是以一根平行於地球自轉軸旋轉的軸，就能追隨著天空（天球）旋轉的儀器裝置。這種類型的裝置常用於望遠鏡、衛星碟和相機。赤道儀的優勢在於它能夠允許聯接在其上的裝置只需要以固定的速率驅動一根軸就可以追蹤天空中以周日運動運行的任何天體。當做為衛星碟時，赤道儀的裝置允許只轉動一根軸就能同時指向好幾顆地球同步衛星。

## 望遠鏡架台
望遠鏡的赤道儀，赤經軸(赤經)和配對的第二根赤緯軸(赤緯)是互相垂直的軸。赤道儀的赤經軸往往會配置一個機械化的時鐘驅動器，所以這樣說是因為這根軸的旋轉以23小時56分鐘旋轉一周，很精確的與天空視周日運動同步。它也可以配置定位圈，可以直接標示出天體的天體座標。赤道儀的裝置不同於機械較簡單的經緯儀，經緯儀需要以變速轉動兩個軸才能追蹤固定在天球上的天體。此外，在天文攝影，影像也不能在焦平面上旋轉，當使用經緯儀追蹤目標的運動時，就必須安裝旋轉稜鏡或其它的場消除器來修正。
裝置望遠鏡的赤道儀架台有許多種的設計：德式、叉式、越軸式／英式、馬蹄式、軛式。在過去的20年，有越來越多的機械化追蹤裝置或新增的設備被電腦化的物件取代。它們有兩種主要的型式，數位化的定位圈由附有天體資料庫的電腦與編碼器組成；電腦監控望遠鏡指向天空中的位置。操作者必須驅動望遠鏡，但Go-to系統(多數的情況下)使用伺服馬達使操作者完全不須要接觸望遠鏡就可以改變望遠鏡指向天空的位置。在這些系統中的電腦通常是使用手持的搖桿或緊鄰的膝上型電腦控制，就可以使用電子攝影機來捕獲影像；現代化的望遠鏡系統通常還包括一個自動引導的入口。當進行天文攝影拍攝天空時，特殊的儀器可以追蹤指定的恆星，並且調整望遠鏡的位置。要這樣做，自動導引必須能夠透過望遠鏡的控制系統下達指令。這些命令可以彌補追蹤系統尚為小的錯誤，像是驅動望遠鏡轉動的渦桿驅動器的週期誤差。
在新設計的天文台，數十年來一直受到青睞的大型專業用的赤道儀已經不再受到喜愛。大量的新工具使經緯儀(上下和左右移動)裝置的結構更為穩定，電腦化的追蹤和場消除器很容易就能達到專業級的水準。但是，在業餘天文學的水準上，赤道儀還是相當普遍，特別是在天文攝影上。     

### 德式赤道儀架台

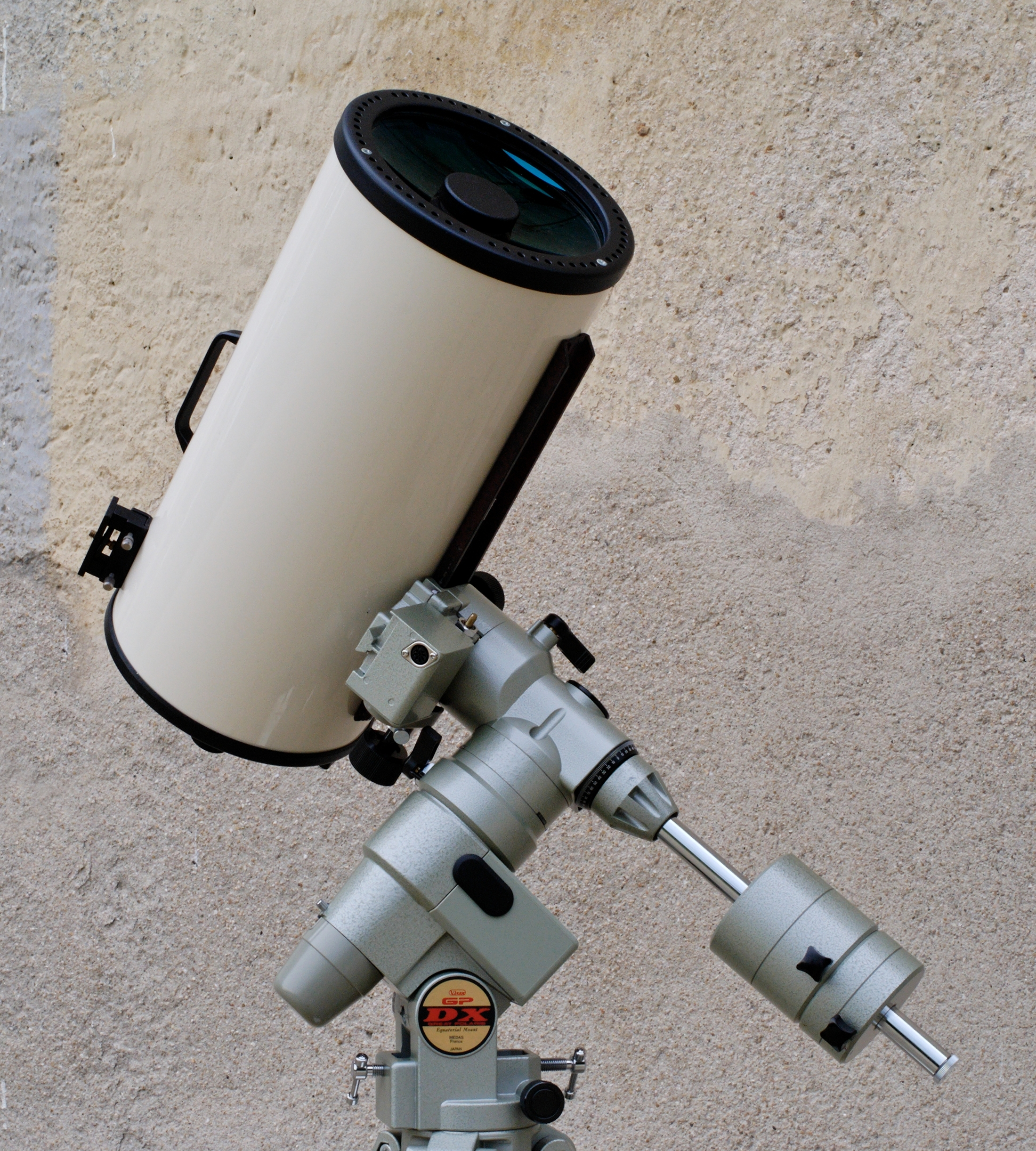
德式赤道儀架台

德式赤道儀架台 (有時採用英文縮寫為 "GEM")的原型結構是一個T字型，赤經軸架在垂直於地面的基座上，並依據地理緯度傾斜，是位於較低處的短棒 (在右圖的低處對角線軸)；較高的棒是赤緯軸 (在圖上方的對角線軸)，望遠鏡安置在赤緯軸的一端(圖的左上方)，在另一端是配重的重錘(右下方)用來保持平衡，防止追蹤裝置的損壞。赤經軸在T字的接合處下端裝有軸承，使赤經軸易於轉動。此處，它亦支撐上方的赤緯軸。

改良的德式赤道儀則將赤緯軸由接近中心的位置移至赤經軸的另一端。

業餘用的德式赤道儀可以用內置之極軸望遠鏡對準天極。

德式赤道儀是天文愛好者最常用之赤道儀架台（觀測或天文攝影用），從6公分（2.4吋）的折射鏡到35公分（14吋）史密特-卡賽格林式折反射望遠鏡多採用這種赤道儀。

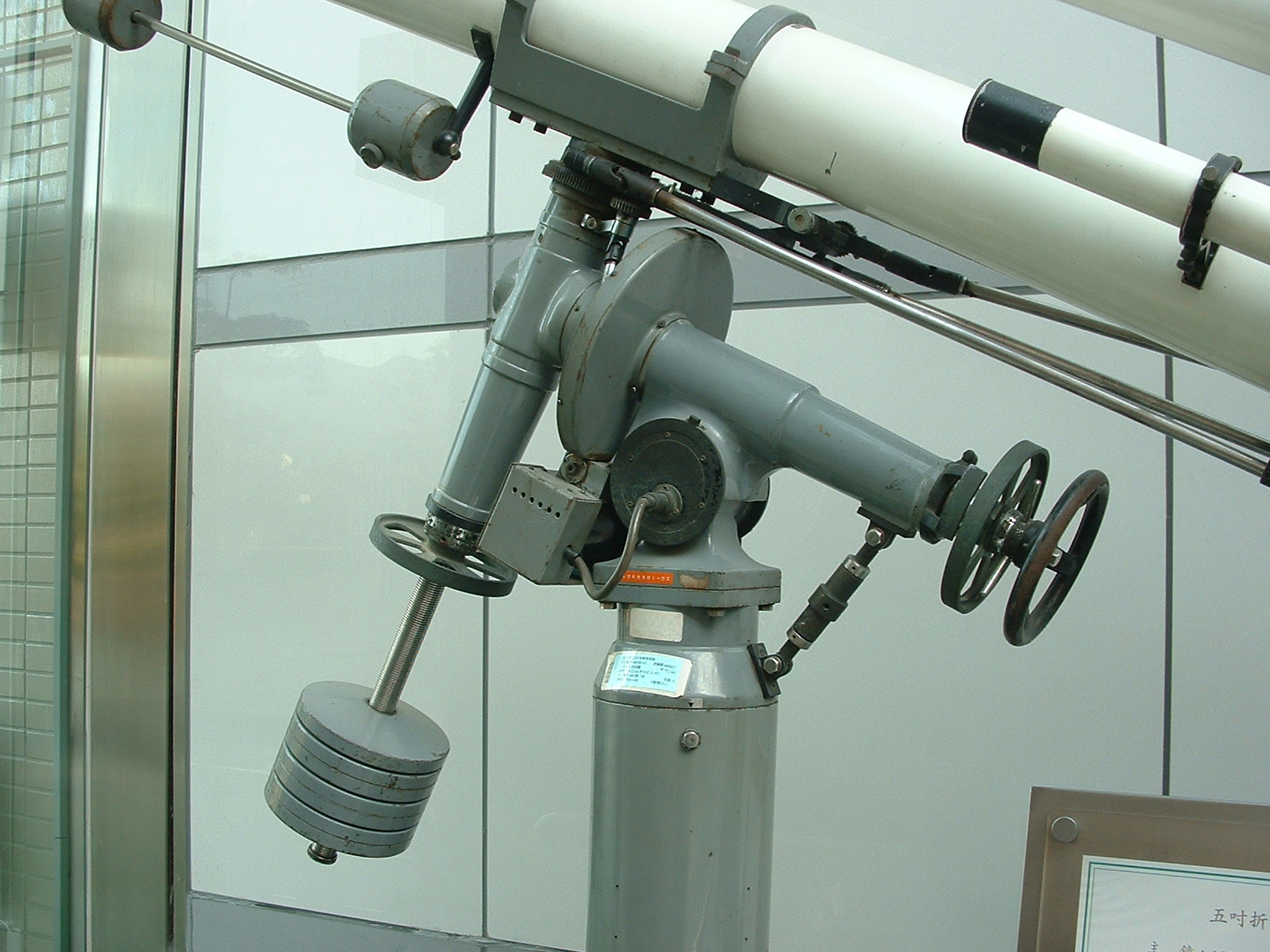
台北市立天文科學教育館內公眾大廳展出之德式赤道儀

### 開放叉式架台

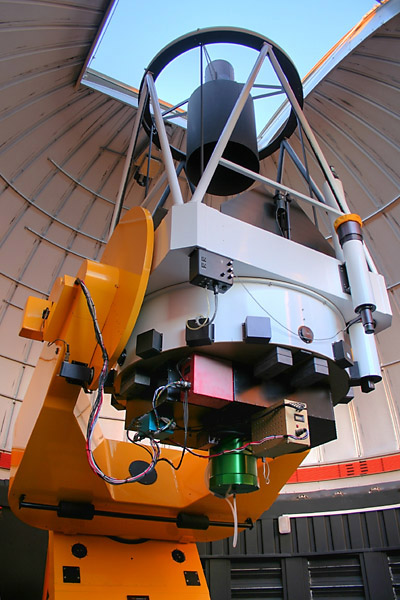
開放叉式架台

開放叉式架台有一個叉子連接到做為地基的赤經軸，望遠鏡安裝在分叉的另一端，因此它可以在赤緯軸上轉動。大部分現代化量產的折反射望遠鏡(200mm或更大的直徑) 往往都是這一類型。這種架台類似於經緯儀架台，但是方位角的軸以一個契形的硬體使傾斜與地球的自轉軸吻合。 
許多中等大小的研究用望遠鏡，它們的口徑範圍在0.5米至2.0米，也使用叉式赤道儀。

### 英式或軛式(約克)架台

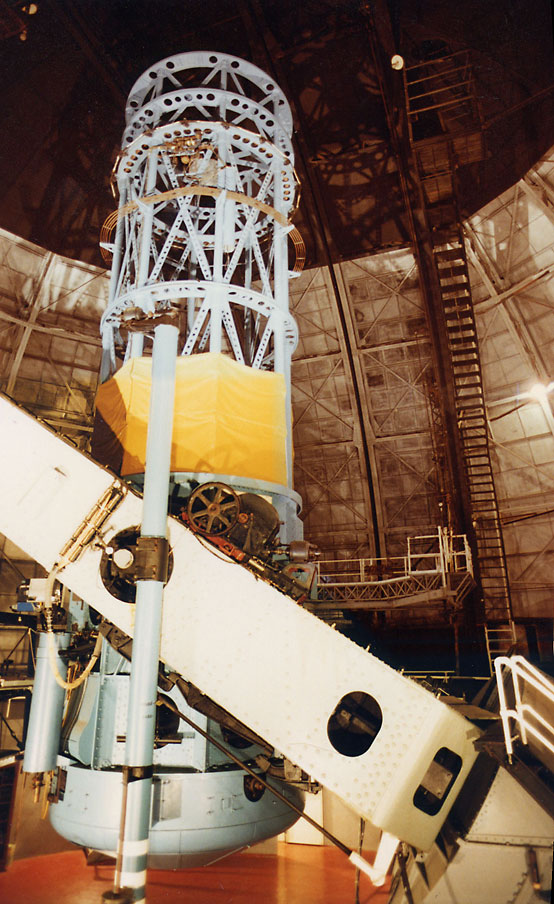
英氏架台的虎克望遠鏡。

英式架台或約克架台有一個框架或軛，而赤經軸的軸承在頂端和底部的末端，望遠鏡就安置在框架或軛的中間，並做為可以旋轉的赤緯軸。望遠鏡通常完全安置在軛的內部，但是也有例外，像是威爾遜山2.5米反射鏡，並且無需像德式赤道儀架台安裝配重。
原始的英國軛式架台的設計有個缺點，即不便於觀察接近天球北極或南極附近的天體。 

### 馬蹄鐵式架台

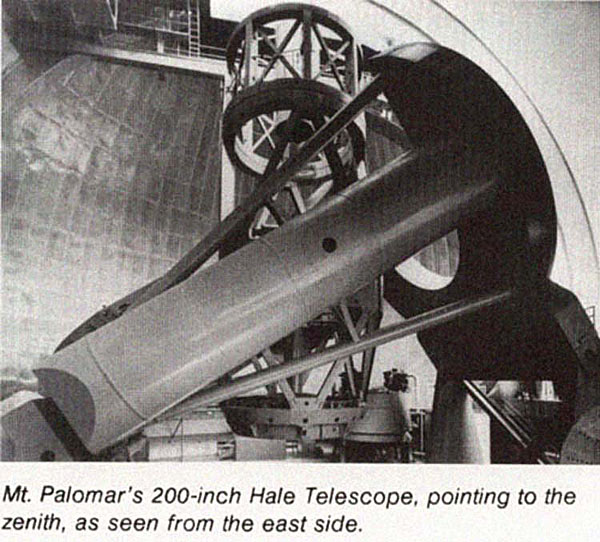
海爾望遠鏡的馬鞍式架台。

馬蹄鐵式架台改善了英式或軛氏架台的缺點，將極軸的軸承改為開放式的馬蹄型結構，使便於觀測極點附近的天體。海爾望遠鏡是使用馬蹄鐵式架台最明顯的例子。

### 十字軸架台

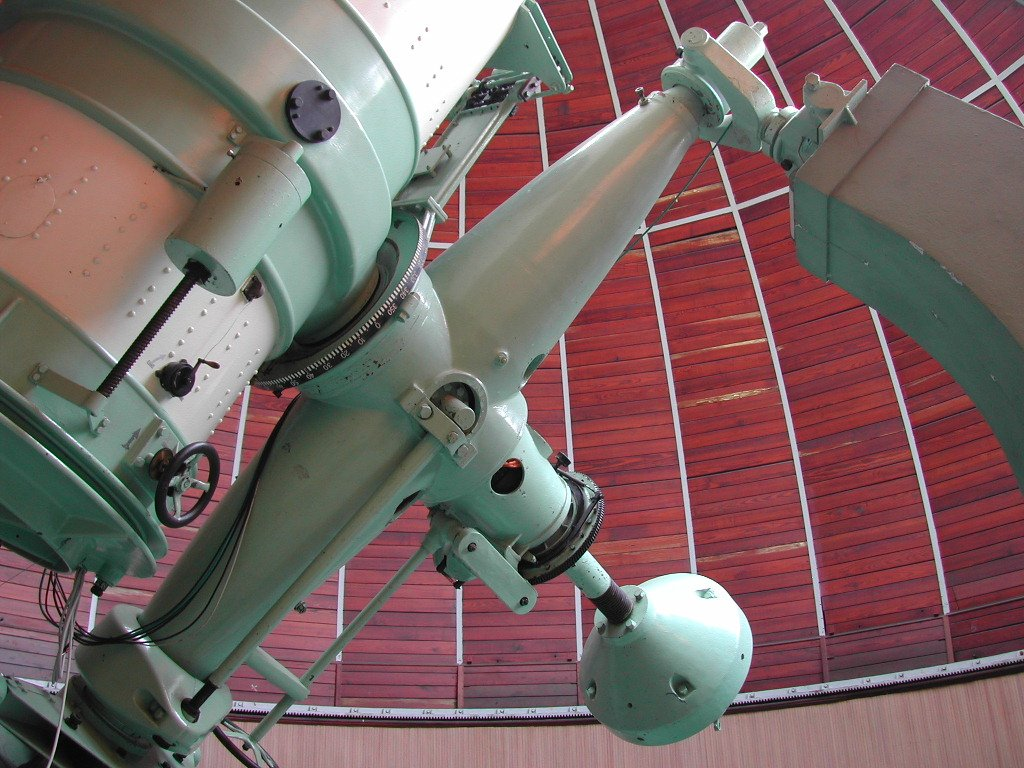
十字軸架台

十字軸架台 或英國十字軸架台像一個大型的加號(+)，赤經軸支撐在兩個端點，而赤緯軸就大約連接在赤經軸的中央附近，它的一端是望遠鏡，另一端是平衡重量的配重盤(重錘)。

## 功能
赤道儀最大特點在於其中一條轉軸（赤經軸）與地球自轉軸平行，當赤道儀令望遠鏡沿此軸以一恆星日一周的速度自東向西轉動時，便可抵銷地球自轉的影響，令目標天體的影像固定於視場內，以方便觀測及拍攝。由於赤經軸在使用前一定要對準北天極（以北極星為指標），所以赤經軸亦稱為極軸。
由於以赤道儀追蹤恆星，望遠鏡亦跟著星空「繞目標天體轉動」，視場與視場內的天體不會有相對運動（包括轉動），而利用經緯儀追蹤時，只有單純把目標天體固定，視場中其他恆星會以目標星旋轉，對拍攝造成影響；這也是早期赤道儀不能被經緯儀取代的一個重要功能。

### 推動裝置
在電力普及之前，赤道儀通常人手操作、利用水力轉鐘或發條轉鐘等機械裝置推動。在電力普及之後則採用馬達。由於太陽、月球、彗星皆相對於背景恆星運動，故此現代的赤道儀能調校馬達轉速，使赤道儀能調校速度（加速或減速）以鎖定這些天體。

## 精度
赤道儀的追蹤精度主要由下列幾項條件決定(主要是對業餘使用的可攜式設備)：
1. 真極軸對準程度：架設赤道儀時，如果沒有正確對準天球的極軸，再好的儀器也會有偏差。必須參考觀測地的經緯度，與恆星時來校正。
2. 赤經軸齒輪齒數：赤道儀的赤經軸齒輪齒數越多，相對的每次微動的角度就可以變小。
3. 齒輪間隙：由一齒咬合換到下一齒時，力距動力的傳遞並無法很順利的轉動。長期不當的使用會造成齒輪咬合度不佳，間隙就會變大。
4. 極軸望遠鏡校正：必須確定赤經軸的機械轉動軸心，是與極軸望遠鏡的光學軸心有完全平行，如此極軸對準才有意義。如果無法一致，可以改用漂移法校準極軸(赤經軸)。
5. 載重：主望遠鏡鏡筒及附屬配備本身若過重，超過驅動馬達的推動能力，會加速轉動部分(齒輪與軸承等)的磨損，也會影響赤道儀的追蹤精度。